# 莱特尔苏萨芒斯
莱特尔苏萨芒斯（法語：Laître-sous-Amance，法語發音：[lɛtʁ su.z‿amɑ̃s]，意为“阿芒斯下方的莱特尔”）是法国默尔特-摩泽尔省的一个市镇，属于南锡区。

## 地理
莱特尔苏萨芒斯（48°44'48"N, 6°16'32"E）面积5.11 平方千米，位于法国大東部大區默尔特-摩泽尔省，该省份为法国东北部内陆省份，是洛林的一部分，北邻比利时、卢森堡，北起顺时针与摩泽尔省、下莱茵省、孚日省和默兹省接壤。
与莱特尔苏萨芒斯接壤的市镇（或旧市镇、城区）包括：阿芒斯、布克西耶尔欧谢讷、多马坦苏萨芒斯、拉讷沃洛特、塞尚、沃莱讷苏萨芒斯。

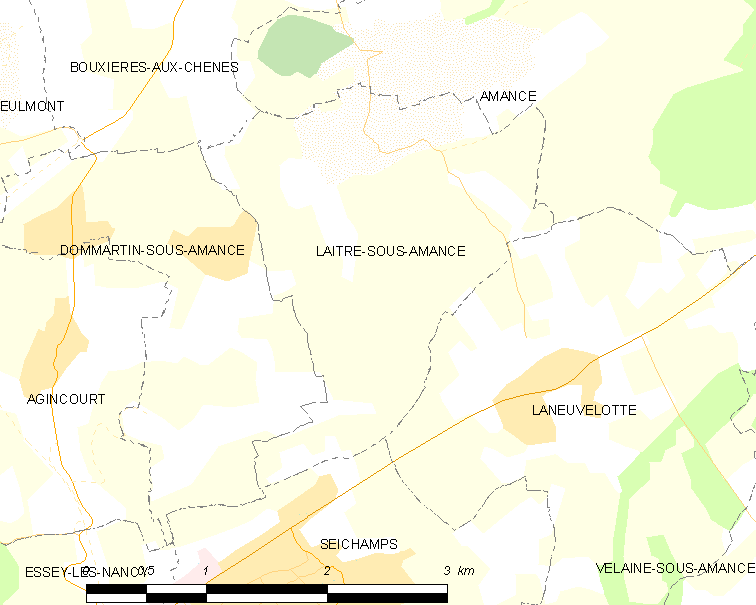
莱特尔苏萨芒斯的OSM定位图

莱特尔苏萨芒斯的时区为UTC+01:00、UTC+02:00（夏令时）。

## 行政
莱特尔苏萨芒斯的邮政编码为54770，INSEE市镇编码为54289。

## 政治
莱特尔苏萨芒斯所属的省级选区为格朗库罗内县。

## 人口

1962-2008年间莱特尔苏萨芒斯人口变化图示

莱特尔苏萨芒斯于2022年1月1日时的人口数量为353人。